# CAB GY-30 Supercab
Die CAB GY-30 Supercab war ein zweisitziges, als Tiefdecker ausgelegtes Leichtflugzeug, das ab 1954 in Frankreich gebaut wurde.

## Entwicklung
Die GY-30 war eine Weiterentwicklung der CAB Minicab. Der Entwurf stammt von Yves Gardan (1925–2009), einem ehemaligen Konstrukteur des Luftfahrtunternehmens SIPA. Die Abkürzung GY stand für die Signatur des Konstrukteurs. Die Maschinen wurde bei Constructions aéronautiques du Béarn (CAB) am Flughafen Pau-Pyrenäen hergestellt.
Die wesentlichen Änderungen an der Supercab waren eine stärkere Motorleistung, eine größere Spannweite, ein manuell einfahrbares  Spornradfahrwerk und Spaltklappen. Der Erstflug war am 5. Februar 1954. Insgesamt wurden sieben Exemplare der GY-30 Supercab gebaut. Aufgrund einer Abschwächung des Leichtflugzeugmarktes zu dieser Zeit wurde die Produktion eingestellt. Eine Maschine war bis zu ihrem Absturz am 10. September 1979 im Privatbesitz des französischen Flugzeugkonstrukteurs Charles Fauvel.

## Technische Daten
| Kenngröße             | Daten |
| --------------------- | --- |
| Besatzung             | 2 |
| Länge                 | 5,50 m                                                                                                   |
| Spannweite            | 8,20 m                                                                                                   |
| Höhe                  | 1,66 m                                                                                                   |
| Flügelfläche          | 10,4 m²                                                                                                  |
| Flügelstreckung       | 6,5 |
| Startmasse (MTOW)     | 600 kg                                                                                                   |
| Höchstgeschwindigkeit | 275 km/h                                                                                                 |
| Triebwerk             | 1 × luftgekühlter Vierzylinder-Boxermotor Continental C90, mit 67 kW (ca. 90 PS) und Zweiblatt-Propeller |
| Tankinhalt            | 70 l |